# Ecsenius midas

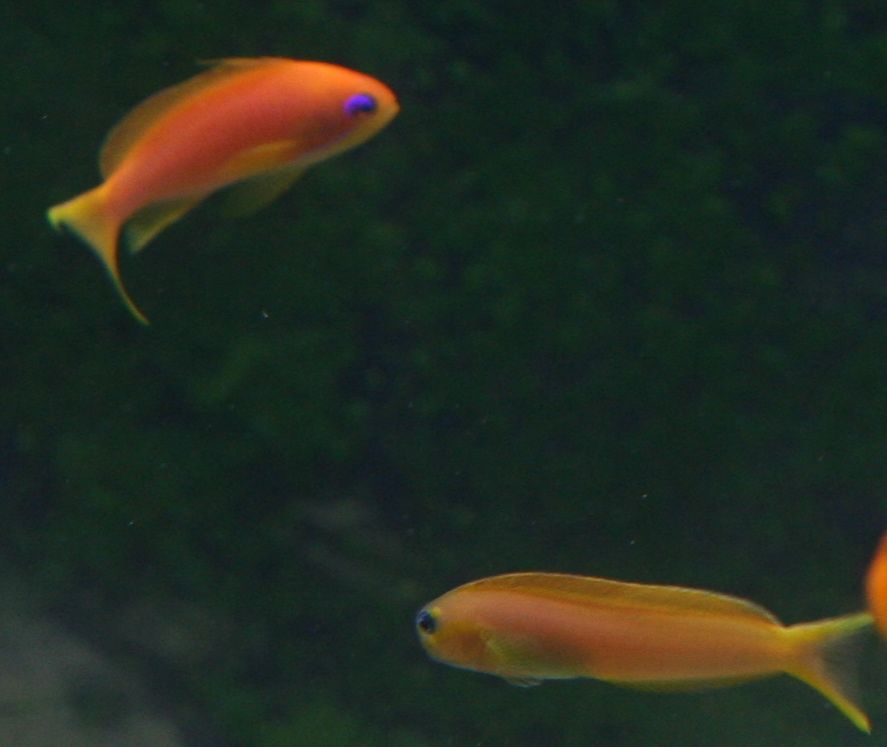
Ecsenius midas a la dreta

Ecsenius midas és una espècie de peix de la família dels blènnids i de l'ordre dels perciformes.

## Morfologia
- Els mascles poden assolir 13 cm de longitud total.[3][4]

## Reproducció
És ovípar.

## Alimentació
Menja zooplàncton.

## Hàbitat
És un peix marí de clima tropical i associat als esculls de corall que viu fins als 2-40 m de fondària.

## Distribució geogràfica
Es troba des del Golf d'Aqaba i la costa sud-est d'Àfrica fins a les Illes Marqueses.